# Campanades a mitjanit
Campanades a mitjanit (títol original en anglès: Falstaff - Chimes at Midnight) és una pel·lícula dramàtica dirigida i protagonitzada per Orson Welles.

## Argument
Anglaterra, Guerra dels Cent Anys (segles xiv i xv). Enric IV, primer monarca de la dinastia dels Lancaster, el 1399 li pren el tron al seu cosí Ricard II.

## Repartiment
- Orson Welles: John Falstaff
- Jeanne Moreau: Doll Tearsheet
- Margaret Rutherford: Mistress Quickly
- John Gielgud: Enric IV

## Rodatge
Una part del rodatge de la pel·lícula es va realitzar al castell de Cardona.

## Premis i nominacions[calcitació]

### Nominacions
- 1966: Palma d'Or
- 1968: BAFTA al millor actor estranger per Orson Welles